# American Hot Rod
American Hot Rod is een realitysoap gemaakt en uitgezonden door de Amerikaanse zender Discovery Channel. In het programma wordt de gang van zaken bij het vervaardigen van Hot Rods gevolgd. Dit vindt plaats in de werkplaats van Boyd Coddington in La Habra in Californië. Vanwege de krappe deadlines staan de medewerkers altijd onder hoge druk om hun werk op tijd af te maken.
Eigenaar Boyd Coddington overleed op 27 februari 2008 aan complicaties die optraden na een operatie. De show is na het overlijden van Coddington niet meer voortgezet.

## Medewerkers
| Persoon                       | Positie                      |
| ----------------------------- | ---------------------------- |
| Boyd Coddington (1944 - 2008) | Eigenaar / Manager           |
| Jo Coddington                 | Eigenaar / Personeelszaken   |
| Duane Mayer                   | Verkoop / Hoofd Hot Rod Shop |
| Lee Hayes                     | Metaalbewerking              |
| Ralph                         | Carrosseriebouw              |
| Todd Emmons                   | Marketing                    |
| Greg Coddington               | Velg- / Wielverkoop          |
| Brad                          | Fabricage / Advies           |
| Dan Sobieski                  | Fabricage / Advies           |
| Al Simon                      | Fabricage / Advies           |